# Parathaia bimaculata
Parathaia bimaculata är en insektsart som beskrevs av Kuoh 1982. Parathaia bimaculata ingår i släktet Parathaia och familjen dvärgstritar. Inga underarter finns listade i Catalogue of Life.